# Girolamo Di Martino
Girolamo Di Martino (Palermo, 7 novembre 1860 – Palermo, 4 ottobre 1915) è stato un politico italiano.

## Biografia
Consigliere comunale di Palermo dal 1889, fu Sindaco di Palermo dal 23 febbraio 1905 al 14 marzo 1906 e dal 22 febbraio 1911 al 18 agosto 1912.
Nel 1906 fu nominato senatore del Regno.